# Вест Гроув (Пенсилванија)
Вест Гроув (енгл. West Grove) град је у америчкој савезној држави Пенсилванија.

## Демографија
По попису из 2010. године број становника је 2.854, што је 202 (7,6%) становника више него 2000. године.
| Група             | 2000.         | 2010.         |
| Белци             | 1.946 (73,4%) | 1.619 (56,7%) |
| Афроамериканци    | 222 (8,4%)    | 172 (6,0%)    |
| Азијати           | 0 (0,0%)      | 23 (0,8%)     |
| Хиспаноамериканци | 451 (17,0%)   | 1.005 (35,2%) |
| Укупно            | 2.652         | 2.854         |